# Михаил Кожухаров
Михаил Кожухаров (Кожухар) е български революционер, деец на Вътрешната македоно-одринска революционна организация.

## Биография
Михаил Кожухаров е роден през 1877 година в град Енидже Вардар (Па̀зар), тогава в Османската империя. Остава неграмотен, а се занимава с коларство (файтонджийство). Междувременно се присъединява към ВМОРО.
След 1907 година няма сведения за живота и дейността му.